# Ilex auricula
Ilex auricula är en järneksväxtart som beskrevs av S. Andrews. Ilex auricula ingår i släktet järnekar, och familjen järneksväxter. Inga underarter finns listade i Catalogue of Life.